# Forces armées hongroises
L'Armée hongroise (en hongrois : Magyar Honvédség) naît en 1848 lors de la révolution hongroise.
Le président de la République assume la charge de Commandant en chef des Forces armées ; depuis 2024, Sulyok Tamás porte ce titre, secondé par le ministre de la Défense, Szalay-Bobrovniczky Kristóf, nommé, quant à lui, en 2022.

## Historique

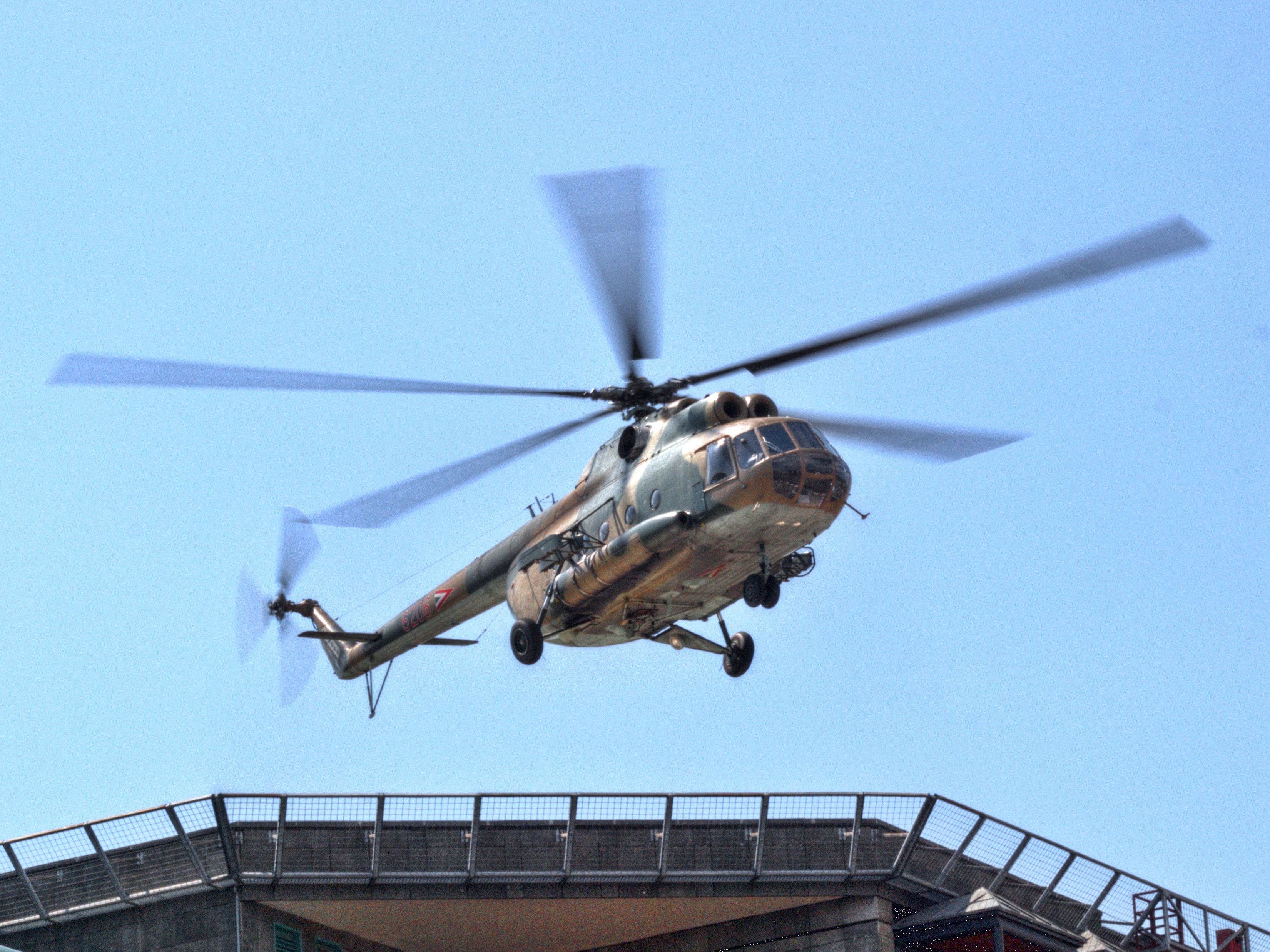
Hélicoptère Mil Mi-8 de l'armée hongroise.

### Première Guerre mondiale
Les Hongrois servaient dans les forces armées austro-hongroises pendant la Première Guerre mondiale et jusqu'à l'effondrement de l'Autriche-Hongrie en 1918. Après la défaite la Hongrie dut signer le traité de Trianon qui limitait son armée à seulement 35 000 hommes.

### Seconde Guerre mondiale
Pendant la Seconde Guerre mondiale, de 1941 à 1945, le royaume de Hongrie s'engage aux côtés de la Wehrmacht sur le front de l'Est. Elle va notamment participer à la bataille de Stalingrad ou elle devait être chargée aux côtés des Italiens et Roumains de défendre les flancs de l'armée allemande pendant que celle-ci devait capturer la ville. La contre-offensive soviétique infligea des pertes catastrophiques à l'armée hongroise durant cette bataille, les estimations vont de 100 000 à 150 000 hommes perdus (tués, capturés et disparus).
Les premières troupes soviétiques entrèrent en Hongrie en septembre 1944. L'offensive pour s'emparer de Budapest commença fin octobre, l'encerclement de la ville fut complété le 26 décembre 1944 et le siège de Budapest dura jusqu'au 13 février 1945. Entre 35 000 et 40 000 soldats hongrois furent encerclés dans la ville. Cette bataille fut l'une des plus sanglantes de la guerre, la ville fut presque entièrement détruite.
La bataille du lac Balaton qui se déroule du 6 au 15 mars 1945 est le dernier engagement majeur des forces hongroises aux côtés des Allemands. Cette bataille fut encore un désastre, il n'y pas de chiffres exacts sur les pertes hongroises, mais elles furent très importantes et la défaite signa la fin effective de l'armée hongroise. Au cours des semaines qui suivirent les dernières forces allemandes ne firent que reculer jusqu'à être complètement expulsées de Hongrie le 4 avril 1945 et les dernières unités hongroises furent détruites ou capturées.

### Guerre froide
Battue en 1944-1945 par l'Armée rouge, l'armée hongroise est réorganisée sur le modèle de celle-ci dans le cadre du pacte de Varsovie. Elle éclate en deux lors de l'insurrection de Budapest en 1956, Moscou intervient alors fermement pour rétablir l'ordre soviétique.

### Après guerre froide
Le service militaire, qui était de 18 mois jusqu'en juin 2001, est alors réduit à 12 mois ; il pouvait être remplacé par un service de 9 mois de travaux communautaires pour les objecteurs de conscience. Après la chute des régimes communistes en Europe et l'entrée de la Hongrie dans l'OTAN en 1999, la conscription est abolie en juin 2004.

## Composition
Elle est constituée d'une armée de terre et d'une force aérienne qui ont vu leurs effectifs diminuer drastiquement depuis la fin du régime communiste. L'effectif global, en 2014, est de 16 000 militaires d'active, 5 000 réservistes et 6 900 employés civils.

### Armée de l'air
L'armée de l'air dispose de 6 000 militaires, sa flotte est composée de JAS 39 Gripen dont 12 monoplaces et 2 biplaces livrés entre 2006 et le 28 janvier 2008, loués jusqu'en 2026. Avant cet achat la flotte aérienne était composé d'anciens appareils soviétiques, les plus récents étaient les Mig-29 donnés par la Russie en 1993 et qui ont été retirés du service en 2010.
La Hongrie dispose également, en 2014, de 33 hélicoptères principalement des Mi-8 et Mi-24. Les M-8 sont remplacés au cours des années 2000 par des hélicoptères européens H145M, la Hongrie conserve néanmoins un petit nombre d'hélicoptères d'attaque Mi-24.

### Armée de terre
Les forces terrestres, en 2014, comptent 10 000 militaires ayant pour principaux matériels 25 chars de combat T-72 et 420 véhicules blindés. Des centaines de véhicules sont stockés en réserve.
Dans le cadre du plan « Zrinyi 2026 », une commande a lieu en décembre 2018 de 44 chars Leopard 2A7+, de 24 obusiers automoteurs PzH 2000 et de 12 chars Leopard 2A4 d'occasion pour l'entraînement. Les Léopard 2 livrés à partir de juillet 2020 remplaceront les T-72 d'ici 2023.

### Marine
Le pays n'ayant pas accès à la mer, il n'existe pas de marine hongroise, seulement une flotte fluviale (MH 1. Honvéd Tűzszerész és Hadihajós Zászlóalj, « 1er bataillon d'artificiers militaires et marins de guerre de l'Armée hongroise »).

## Budget
L'évolution du budget de la défense hongrois en milliards de dollars courants selon les données de la Banque mondiale est la suivante:
| Année | Budget de la défense | % du PNB | % dépenses publiques |
| ----- | -------------------- | -------- | -------------------- |
| 1989  | $ 812 646 128,16     | 2,79     |                      |
| 1990  | $ 847 389 246,89     | 2,56     |                      |
| 1991  | $ 722 549 153,41     | 2,16     |                      |
| 1992  | $ 812 017 967,20     | 2,18     |                      |
| 1993  | $ 735 860 385,58     | 1,91     |                      |
| 1994  | $ 757 131 989,35     | 1,82     |                      |
| 1995  | $ 612 184 817,12     | 1,32     | 2,39                 |
| 1996  | $ 585 271 901,84     | 1,26     | 2,47                 |
| 1997  | $ 695 972 460,91     | 1,48     | 2,98                 |
| 1998  | $ 618 464 380,00     | 1,27     | 2,51                 |
| 1999  | $ 702 942 491,12     | 1,43     | 2,94                 |
| 2000  | $ 715 857 664,82     | 1,51     | 3,21                 |
| 2001  | $ 845 055 673,85     | 1,57     | 3,33                 |
| 2002  | $ 1 079 154 823,62   | 1,59     | 3,14                 |
| 2003  | $ 1 401 561 253,10   | 1,64     | 3,36                 |
| 2004  | $ 1 532 612 234,03   | 1,47     | 3,04                 |
| 2005  | $ 1 596 087 843,15   | 1,41     | 2,86                 |
| 2006  | $ 1 410 071 771,47   | 1,22     | 2,38                 |
| 2007  | $ 1 776 464 117,28   | 1,27     | 2,55                 |
| 2008  | $ 1 867 877 499,08   | 1,18     | 2,44                 |
| 2009  | $ 1 475 818 169,24   | 1,13     | 2,25                 |
| 2010  | $ 1 350 820 413,19   | 1,02     | 2,09                 |
| 2011  | $ 1 472 069 831,64   | 1,04     | 2,11                 |
| 2012  | $ 1 322 277 702,75   | 1,03     | 2,09                 |
| 2013  | $ 1 280 050 962,25   | 0,94     | 1,88                 |
| 2014  | $ 1 209 801 890,21   | 0,86     | 1,71                 |
| 2015  | $ 1 132 476 291,74   | 0,90     | 1,80                 |
| 2016  | $ 1 288 676 093,17   | 1,00     | 2,14                 |
| 2017  | $ 1 702 635 636,90   | 1,19     | 2,57                 |
| 2018  | $ 1 615 618 734,47   | 1,01     | 2,19                 |
| 2019  | $ 2 190 628 591,88   | 1,34     | 2,93                 |
| 2020  | $ 2 768 372 537,17   | 1,76     | 3,46                 |
| 2021  | $ 3 060 136 590,13   | 1,68     | 3,59                 |
| 2022  | $ 2 572 246 361,70   | 1,53     | 3,30                 |

En 2024 il s'est élevé à 2,1 % du PIB de l’État.

## Armement
L'armée hongroise a été toujours équipée d'armes légères de conception et/ou de fabrication magyare grâce aux usines FÉG et Danuvia installées dans la capitale, Budapest.
La Suède, la Russie, les États-Unis, la France, l'Allemagne et Israël sont, dans les années 2000, les principaux fournisseurs étrangers de l'armée hongroise.
| Type                                          | Modèle                  | Origine                   | 1993           | 2001           | 2017           | 2023           | Remarques                                                                                  |
| Armée de terre                                | Armée de terre          | Armée de terre            | Armée de terre | Armée de terre | Armée de terre | Armée de terre | Armée de terre                                                                             |
| --------------------------------------------- | ----------------------- | ------------------------- | -------------- | -------------- | -------------- | -------------- | ------------------------------------------------------------------------------------------ |
| Char de combat principal                      | Leopard 2A4HU           | Allemagne                 | 0              | 0              | 0              | 12             |                                                                                            |
| Char de combat principal                      | T-72M1                  | Union soviétique / Russie | 138            | 238            | 30             | 44             |                                                                                            |
| Char de combat principal                      | T-54 - T-55             | Union soviétique          | 1458           | 623            | 0              | 0              |                                                                                            |
| Char de combat                                | T-34                    | Union soviétique          | 58             | 0              | 0              | 0              | en réserve                                                                                 |
| Char léger                                    | PT-76                   | Union soviétique          | 7              | 0              | 0              | 0              |                                                                                            |
| Véhicule de combat d'infanterie               | BTR-80A/AM              | Union soviétique / Russie | 0              | 178            | 120            | 120            |                                                                                            |
| Véhicule de combat d'infanterie               | KF41 Lynx               | Allemagne                 | 0              | 0              | 0              | 1              | En test                                                                                    |
| Véhicule de combat d'infanterie               | BMP-1                   | Union soviétique          | 500            | 502            | 0              | 0              |                                                                                            |
| Véhicule blindé de transport de troupes       | BTR-80                  | Union soviétique / Russie | 148            | 459            | 260            | 274            | Dont 12 véhicules NRBC                                                                     |
| Véhicule de reconnaissance                    | D-442 FUG (en)          | Hongrie                   | 1046           | 0              | 0              | 0              |                                                                                            |
| Patrouille protégée blindée                   | Ejder Yalcin            | Turquie                   | 0              | 0              | 0              | 50             |                                                                                            |
| Patrouille protégée blindée                   | International MaxxPro   | États-Unis                | 0              | 0              | 0              | 12             |                                                                                            |
| Obusier automoteur                            | PzH 2000                | Allemagne                 | 0              | 0              | 0              | 2              | 155 mm                                                                                     |
| Obusier automoteur                            | 2S1 Gvozdika            | Union soviétique          | 154            | 151            | 0              | 0              | 122 mm                                                                                     |
| Obusier automoteur                            | 2S3 Akatsiya            | Union soviétique          | 5              | 0              | 0              | 0              | 152 mm                                                                                     |
| Obusier tracté                                | Obusier 122 mm M1938    | Union soviétique          | 230            | 0              | 0              | 0              | 122 mm                                                                                     |
| Obusier tracté                                | Obusier de 152 mm M1955 | Union soviétique          | 98             | 302            | 18             | 31             | 152 mm                                                                                     |
| Canon anti-chars                              | MT-12 Rapira            | Union soviétique          | 170            | 106            | 0              | 0              |                                                                                            |
| Lance-roquettes multiple                      | BM-21 Grad              | Union soviétique          | 56             | 56             | 0              | 0              | 122 mm                                                                                     |
| Armée de l'air                                |                         |                           |                |                |                |                |                                                                                            |
| Avion de chasse                               | Mig-21                  | Union soviétique          | 108            | 61             | 0              | 0              | En 1993 43 en réserve et 15 pour entrainement                                              |
| Avion de chasse                               | Mig-23                  | Union soviétique          | 12             | 9              | 0              | 0              | Retiré du service en 1996.                                                                 |
| Chasseur et chasseur-bombardier               | Mig-29                  | Russie                    | 0              | 27             | 0              | 0              | Donné par la Russie pour le remboursement de sa dette en 1993, retiré du service vers 2010 |
| Avion multirôle                               | Gripen                  | Suède                     | 0              | 0              | 13             | 14             |                                                                                            |
| Avion d'attaque au sol                        | Su-22                   | Union soviétique          | 14             | 10             | 0              | 0              | Retiré du service en 1997                                                                  |
| Hélicoptère d'attaque                         | Mi-24                   | Union soviétique          | 39             | 51             | 11             | 8              |                                                                                            |
| Hélicoptère polyvalent                        | Mi-8 / Mi-17            | Union soviétique          | 48             | 50             | 20             | 0              | Retiré du service vers 2020                                                                |
| Hélicoptère utilitaire léger                  | H145M                   | Union européenne          | 0              | 0              | 20             | 20             |                                                                                            |
| Hélicoptère utilitaire léger                  | AS350                   | France                    | 0              | 0              | 2              | 2              |                                                                                            |
| Hélicoptère de transport                      | Mi-2                    | Union soviétique          | 35             | 20             | 0              | 0              |                                                                                            |
| Avion de transport                            | Antonov An-24           | Union soviétique          | 2              | 0              | 0              | 0              | Retiré du service en 1993                                                                  |
| Avion de transport                            | Antonov An-26           | Union soviétique          | 9              | 8              | 4              | 0              | Retiré du service en 2020                                                                  |
| Avion de transport                            | A319                    | Union européenne          | 0              | 0              | 0              | 2              |                                                                                            |
| Avion de transport                            | Falcon 7X               | France                    | 0              | 0              | 0              | 2              |                                                                                            |
| Défense aérienne                              |                         |                           |                |                |                |                |                                                                                            |
| Véhicule antiaérien                           | ZSÜ-23-4                | Union soviétique          | 14             | 0              | N/C            | 0              |                                                                                            |
| Véhicule antiaérien                           | AZP S-60                | Union soviétique          | 144            | 186            | N/C            | 0              |                                                                                            |
| Missile surface-air                           | S-125                   | Union soviétique          | 82             | 66             | N/C            | 0              |                                                                                            |
| Missile surface-air                           | 2K12 Koub               | Union soviétique          | 40             | 20             | 16             | 16             |                                                                                            |
| Missile surface-air                           | 9K31 Strela-1           | Union soviétique          | 28             | N/C            | N/C            | 0              |                                                                                            |
| Missile surface-air                           | 9K35 Strela-10          | Union soviétique          | 4              | N/C            | N/C            | 0              |                                                                                            |
| Missile surface-air                           | 2K11 Kroug              | Union soviétique          | 18             | 5              | N/C            | 0              |                                                                                            |
| missile sol-air portable à très courte portée | 9K32 Strela-2           | Union soviétique          | N/C            | N/C            | N/C            | N/C            |                                                                                            |
| missile sol-air portable à très courte portée | 9K34 Strela-3           | Union soviétique          | N/C            | N/C            | N/C            | N/C            |                                                                                            |
| missile sol-air portable à très courte portée | Mistral                 | France                    | N/C            | N/C            | N/C            | N/C            |                                                                                            |

## Déploiements
L'armée hongroise a participé à la KFOR en 1999, ainsi qu'aux guerres d'Irak et d'Afghanistan dans le cadre de l'ISAF.

## Organigramme en 2018

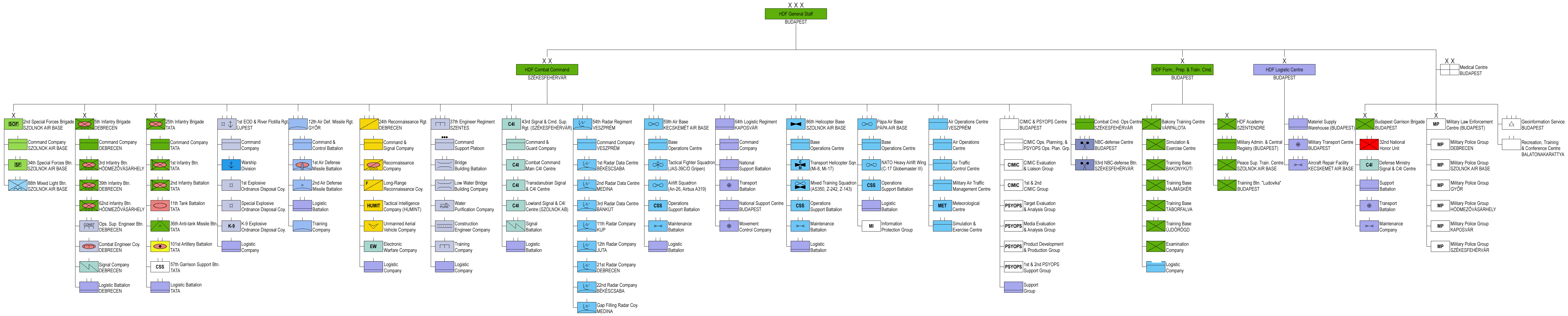
(cliquer pour agrandir)